# Partia Krasnoludków
Partia Krasnoludków – anarchistyczny ruch społeczno-artystyczny. Powstał w Amsterdamie, w roku 1969 jako kontynuacja ruchu Provo. W lutym 1971 roku powołał do życia Wolne Państwo Pomarańczowe, które miało być alternatywą dla systemu kapitalistycznego. Najbardziej znanymi aktywistami Partii Krasnoludków byli Roel van Duijn i Robert Jasper Grootveld. Historia partii została opisana w książce
Coen Tasman "Louter kabouter, kroniek van een beweging" (ISBN 90-6222-303-6). Najwięcej informacji o Partii Krasnoludków w języku polskim można znaleźć w książce Kazimierza Jankowskiego "Hippisi w poszukiwaniu Ziemi Obiecanej" (ISBN 83-88875-53-1).